# Johannes Dümichen

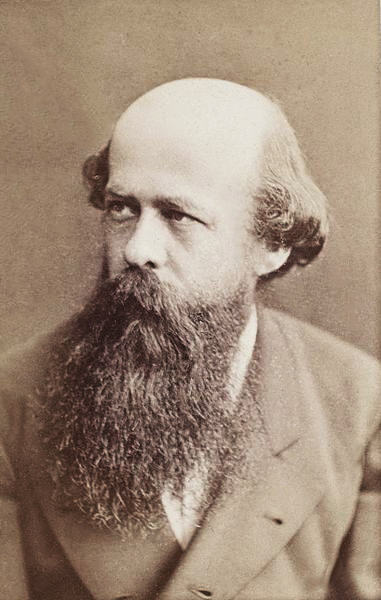
Johannes Dümichen

Johannes Dümichen (* 15. Oktober 1833 in Weißholz bei Glogau, Schlesien; † 7. Februar 1894 in Straßburg) war ein deutscher Ägyptologe.

## Leben
Dümichen studierte von 1852 bis 1855 in Berlin und Breslau Theologie und Philologie und besuchte von 1859 bis 1862 nochmals die Universität in Berlin, um unter Lepsius und Brugsch ägyptologische Studien zu betreiben. Im Oktober 1862 trat Dümichen seine erste Reise nach Ägypten und Nubien an, die er dann auf einen großen Teil des Sudan ausdehnte. Er kehrte von dieser Reise im April 1865 zurück. Eine zweite Reise nach Ägypten machte Dümichen 1868 zusammen mit der von Aden zurückkehrenden photographischen Abteilung der Expedition, die zur Beobachtung der Sonnenfinsternis nach Asien entsandt worden war. Die Ergebnisse dieser Expedition veröffentlichte er in einem zweibändigen Prachtwerk (Berlin 1869–70). Eine dritte und vierte Bereisung des Niltals folgte 1869 bei der Einweihung des Sueskanals.
Mit der Neugründung der Kaiser-Wilhelm-Universität in Straßburg 1872 wurde Dümichen als Professor auf den Lehrstuhl der Ägyptologie berufen. Zwischen 1875 und 1876 reiste er erneut nach Ägypten, um einige auf früheren Reisen begonnene Arbeiten in thebanischen Gräbern und im Hathor-Tempel von Dendera zu vollenden. Er ließ die schwierige Freilegung des Denderatempels ausführen und kopierte dann die durch diese Freilegung zutage gekommenen Hieroglyphentexte, unter denen sich die von ihm besonders gesuchten, auf den Bau des Tempels bezogenen Inschriften befanden.
Seit 1869 war er Mitglied der American Philosophical Society. 1867 wurde er mit dem Ehrendoktortitel der Universität Leipzig geehrt.

## Schriften (Auswahl)
- Bauurkunde der Tempelanlagen von Dendera. Leipzig 1865, (Digitalisat).
- Geographische Inschriften altägyptischer Denkmäler. 2 Bände: Text. und Tafeln., Leipzig 1866.
- Altägyptische Kalenderinschriften. Leipzig 1866.
- Altägyptische Tempelinschriften, in den Jahren 1863 – 1865 an Ort und Stelle gesammelt. 1. Weihinschriften aus dem Horustempel von Edfu (Apollinopolis Magna). 2. Weihinschriften aus dem Hathortempel von Dendera (Tentyra). Hinrichs, Leipzig 1867 (Digitalisat).
- Historische Inschriften altägyptischer Denkmäler. 2 Bände, Leipzig 1867–1868.
- Die Flotte einer ägyptischen Königin aus dem 17. Jahrhundert vor unserer Zeitrechnung. Leipzig 1868 (Digitalisat).
- Der Felsentempel von Abu Simbel und seine Bildwerke und Inschriften. Berlin 1869.
- Resultate einer auf Befehl Sr. Majestät des Königs Wilhelms von Preußen 1868 nach Ägypten gesandten archäologisch-photographischen Expedition. 2 Bände, Berlin 1871.
- Papyrus Ebers. Die erste bis jetzt aufgefundene sichere Angabe über die Regierungszeit eines ägyptischen Königs aus dem alten Reich, welche uns durch den medicinischen Papyrus Ebers überliefert wird. Engelmann, 1874.
- Baugeschichte des Denderatempels und Beschreibung der einzelnen Teile des Bauwerks nach den an seinen Mauern befindlichen Inschriften. Straßburg 1877.
- Baedeker: Ägypten. Handbuch für Reisende ... Zweiter Theil: Ober-Ägypten und Nubien bis zum zweiten Katarakt. Mit 11 Karten und 26 Plänen und Grundrissen. (Manuskript mit Georg Ebers von 1877) Baedeker, Leipzig 1891.
- Die Oasen der Libyschen Wüste. Straßburg 1878.
- Geschichte des alten Aegyptens. Berlin 1879  (Digitalisat).
- Die kalendarischen Opferfestlisten im Tempel von Medinet Habu. Leipzig 1881.
- Der Grabpalast des Patuamenap in der thebanischen Nekropolis. 3 Abteilung, Leipzig 1884–1894.